# Sri Minosari
Sri Minosari is een bestuurslaag in het regentschap Lampung Timur van de provincie Lampung, Indonesië. Sri Minosari telt 5948 inwoners (volkstelling 2010).